# 冨永ののか
冨永 ののか（とみなが ののか、1988年1月30日 - ）は、日本のAV女優。アットケイ所属。2024年1月より「野々花 さわ（ののか さわ」」として活動（カプセルエージェンシー所属）している。

## 略歴
2022年6月、プレステージ系メーカー「KANBi」の専属女優としてAVデビュー。
2024年1月よりセンタービレッジ専属となり、3作品に出演。
2024年1月26日、公式Xにて所属事務所をカプセルエージェンシーに移籍し「野々花 さわ」に改名することを報告。

## 人物
東京都出身。
趣味・特技はヴィーガン、英語、生け花、ベリーダンス。
初体験は高校生の時で、相手は国際交流センターのようなところで知り合った仕事で日本に来ていたカナダ人。
現役の国際線CAとされ、海外に出て国際協力の仕事がしたいと就活したが見つからず、大学院への進学も考えたが、海外に行きたいという思いが強かったことからCAになった。
AV女優となった経緯については、同じ人に2回スカウトされたことと性への興味があったこととしている。

## 作品

### アダルトDVD
「冨永ののか」名義
- 本物 現役国際線キャビンアテンダント 冨永ののか 34歳 KANBi専属 AVデビュー!（6月24日、KANBi）
- 現役CAと一泊二日、我を忘れて求め合う大人の色情温泉。（7月29日、KANBi）
- 貪る様に舌を激しく絡め、汗だく汁だくで求め合う…。 濃厚接吻【なかだし】性交。中出し解禁3本番!!（8月26日、KANBi）
- 男を手玉に取る、独身ハイキャリア美女と、秘密の中出し懇願デート。 どっぷり種付中出し3連発!!（9月30日、KANBi）
- 人妻NTR子作り中出し 妻を寝取られ勃起する夫と絶倫の後輩を交え生ハメ3P!（10月28日、KANBi）
- 年下男の若き精子を一滴残さず搾り取る淫乱中出しデート 圧倒的女性上位SEX（11月25日、KANBi）
- 美しすぎる元CAと二日間、種付けしまくる終わらない中出し絶倫性交。（12月30日、KANBi）

- 美人元CAの淫らな手ほどき 冨永ののか34歳×年下素人3名 経験少ない年下男子をおもてなし!（1月27日、KANBi）
- 従順M男くんをひたすら痴女る卑猥で綺麗なお姉さん（2月24日、KANBi）
- 欲望ナイトクルーズ（3月31日、KANBi）
- 性欲解放爆欲絶頂SEX はじめての貞操帯着用禁欲 感度爆上げ禁欲アクメ（4月28日、KANBi）
- 朝まで種付け絶倫性交（5月26日、KANBi）
- 究極の愉悦に溺れてみました。 新境地4本番（6月30日、KANBi）
- 極上きもの美人のおもてなし性交（7月28日、KANBi）
- 夫、年下彼氏、奴●、セフレ… 男を転がすハイキャリアCAと濃密中出し性交。（8月11日、KANBi）
- 冨永ののか コンプリートBEST 初総集編（12月22日、KANBi）

- 電撃移籍&専属決定 友達の母親 ～最終章～（1月25日、センタービレッジ）
- 妖艶な人妻の涎だらだらベロキスと極濃つゆだく中出しセックス（2月22日、センタービレッジ）
- 三ツ星熟女ソープ 入店初日の泡姫と射精無制限で過ごすラッキーなひととき（3月28日、センタービレッジ）

「野々花さわ」名義
- 私の一番ヤリたいコト。 秘書の業務は同僚の性処理 旦那と家庭を守るために中出しSEXに励む妻（10月8日、Vitamin）
- 熟母 31 ～息子に抱かれて快楽に溺れてしまった母親～（12月24日、ながえスタイル）

- 「こんなこと誰にもいえません…」 息子の友人とセックスをしてしまった母親 ～欲望に抗えず女として禁断の関係に堕ちるとき～（1月10日、ホットエンターテイメント）
- 腰フリどスケベ ベリーダンサー（2月18日、ドグマ）
- 一流のおば様ナンパ2.0 セレブ美熟女中出し JAPAN（4月11日、ホットエンターテイメント）
- ブーツの美魔女とナマ交尾 即ズボチ〇ポの快感に美貌が蕩ける… さわさん37歳（4月15日、エマニエル）
- ベロキスご奉仕パンストCA（4月24日、センタービレッジ）
- SEX依存症の女 J●●現役CA 涼子32歳 真正中出し狂い 国際線CAの異常性欲（5月27日、豊彦）※「柿澤涼子」名義

### ネット配信
- 【初撮り】【奇跡の34歳×大人の色気】【ピンク乳首】ベリーダンスが趣味の現役CAの美女が登場！全身舐めたくなるような完全無欠の美しい体。挿入するとより一層大きな声でよがり出し.. ネットでAV応募→AV体験撮影 1846（6月4日、シロウトTV）

- 僕には昔から憧れている素敵な女性がいる―――それは、親友の母親。さわさんは綺麗で若くて魅力的な憧れの女性（12月31日、ホットエンターテイメント）

- 男を惑わす奥様の肉厚アワビが早熟バナナをぱっくり捕食!エロエロボディのセレブ熟女 ののか43歳（2月28日、JYUKU RICH）

### デジタル写真集
「冨永ののか」名義
- 冨永ののか 海外エアラインのCA 初めてのヘアヌード 週刊現代デジタル写真集（2022年7月1日、講談社、撮影:西田幸樹）
- 逢瀬、重ねて。【ヌード写真集】（2023年2月10日、プレステージ出版、撮影:街田和由）
- 逢瀬、重ねて。【グラビア写真集】（2023年2月10日、プレステージ出版、撮影:街田和由）

「野々花さわ」名義
- セックスマスター（2025年3月3日、ピーエーディー）
- PHOTO SHOT（2025年3月3日、ピーエーディー）
- Love me（2025年3月8日、ピーエーディー）
- とろけたい気分（2025年4月5日、ピーエーディー）
- 快感（2025年5月10日、ピーエーディー）
- セクシークイーン（2025年6月7日、ピーエーディー）
- こっちにおいでよ（2025年7月5日、ピーエーディー）

## 出演

### ラジオ
- ザ・マミィの今一歩、前へ（文化放送）
  - #11,#12（2022年6月13日,20日）
  - #45,#46（2023年2月6日,13日）

### YouTube
2022年
- 【本物CA】世界を股にかける現役AV女優にインタビュー!【フライト中の♥♥♥体験】（7月23日、Mellow Channel♡メロウ･P･ハート）
- 【冨永ののか】現役CAでA●出演していたハイキャリア女優!/禁断すぎるCA時代の㊙️話も!!（11月1日、家田荘子ちゃんねる）

2023年
- 【熟女の履歴書】－第53回前編－冨永ののかさんの巻〜ピンヒールで顔を踏んでくれ〜（3月11日、夕やけちゃんねる）
- 【熟女の履歴書】－第53回後編－冨永ののかさんの巻〜サイズ・硬さ…国による違いは?〜（3月12日、夕やけちゃんねる）

### テレビ
- もう!バカリズムさんの超H! #62（2025年6月30日、フジテレビONE）

## 掲載

### 雑誌
- 週刊現代 2022年5月14・21日号（講談社） - 袋とじ「現役CA 空飛ぶヘアヌード」
- 週刊アサヒ芸能 2022年9月1日号（徳間書店） - 「現役国際線CAが「AV転身」をナマ告白」